# Zhangxing (köpinghuvudort i Kina, Shandong Sheng, lat 37,46, long 120,34)
Zhangxing (kinesiska: 张星, 张星镇) är en köpinghuvudort i Kina. Den ligger i provinsen Shandong, i den östra delen av landet, omkring 310 kilometer öster om provinshuvudstaden Jinan. Antalet invånare är 59 563. Befolkningen består av 29 945 kvinnor och 29 618 män. Barn under 15 år utgör 11,0 %, vuxna 15-64 år 73 %, och äldre över 65 år 15,0 %.
Runt Zhangxing är det tätbefolkat, med 459 invånare per kvadratkilometer. Närmaste större samhälle är Luofeng, 12,2 km sydost om Zhangxing. Trakten runt Zhangxing består till största delen av jordbruksmark.
Genomsnittlig årsnederbörd är 801 millimeter. Den regnigaste månaden är juli, med i genomsnitt 317 mm nederbörd, och den torraste är januari, med 11 mm nederbörd.